# Grajnár (sedlo)
Grajnár je sedlo mezi Malou Knolou a Javorem (1088 m) ve Volovských vrších, v podcelku Knola.
Sedlem prochází silniční spojnice Spišská Nová Ves – Rožňava, silnice II/533. Sedlo je také křižovatkou turistických stezek, modře značené z Novoveské Huty do osady Cechy, zeleně značené z Hnilčíku do Hnilce a žlutě značené přes Pálenicu (1115 m) také do obce Hnilčík.
V sedle je nefunkční motorest Javor, v okolí lyžařské běžecké tratě.